# Đà Lạt

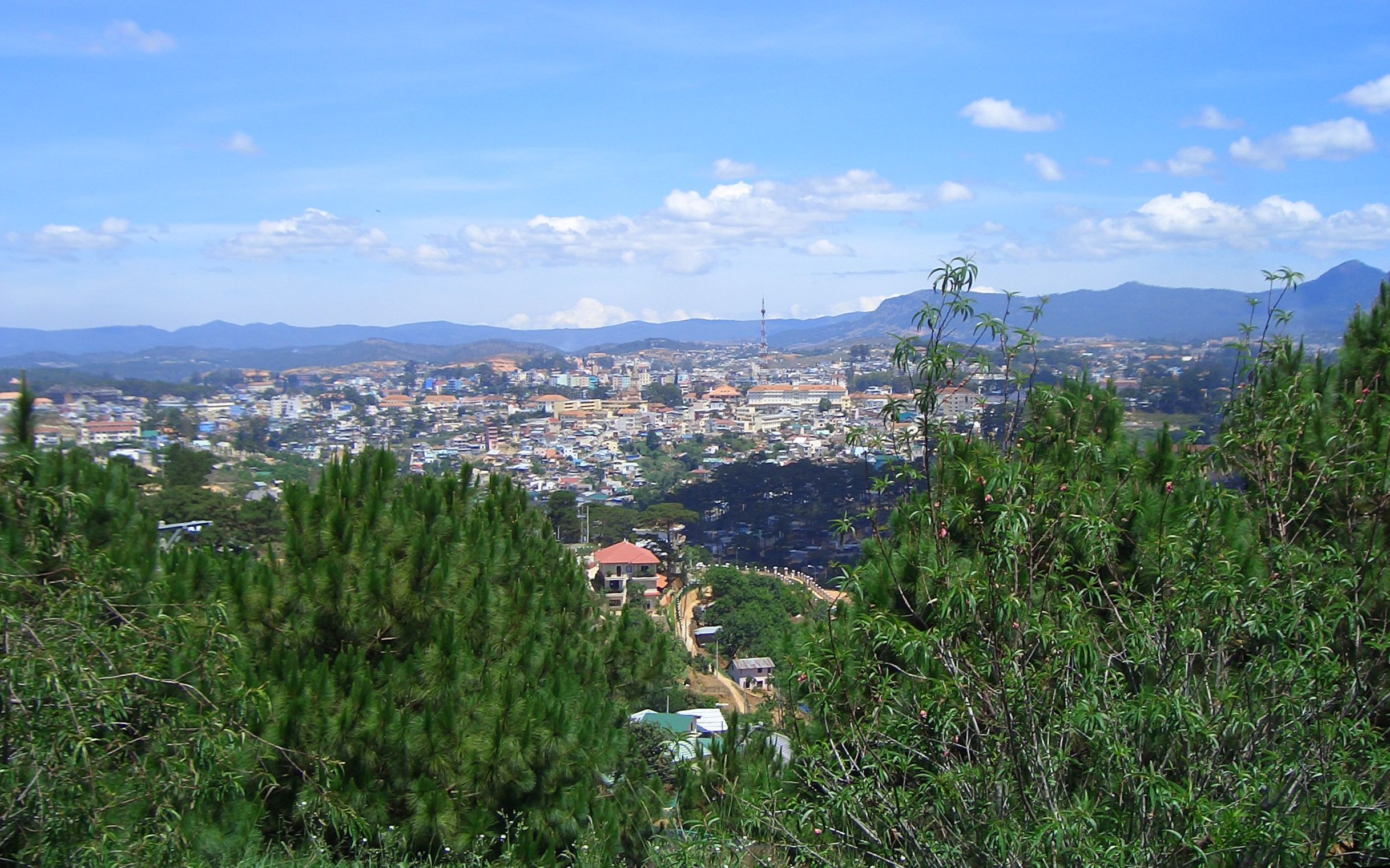
Vista de Đà Lạt

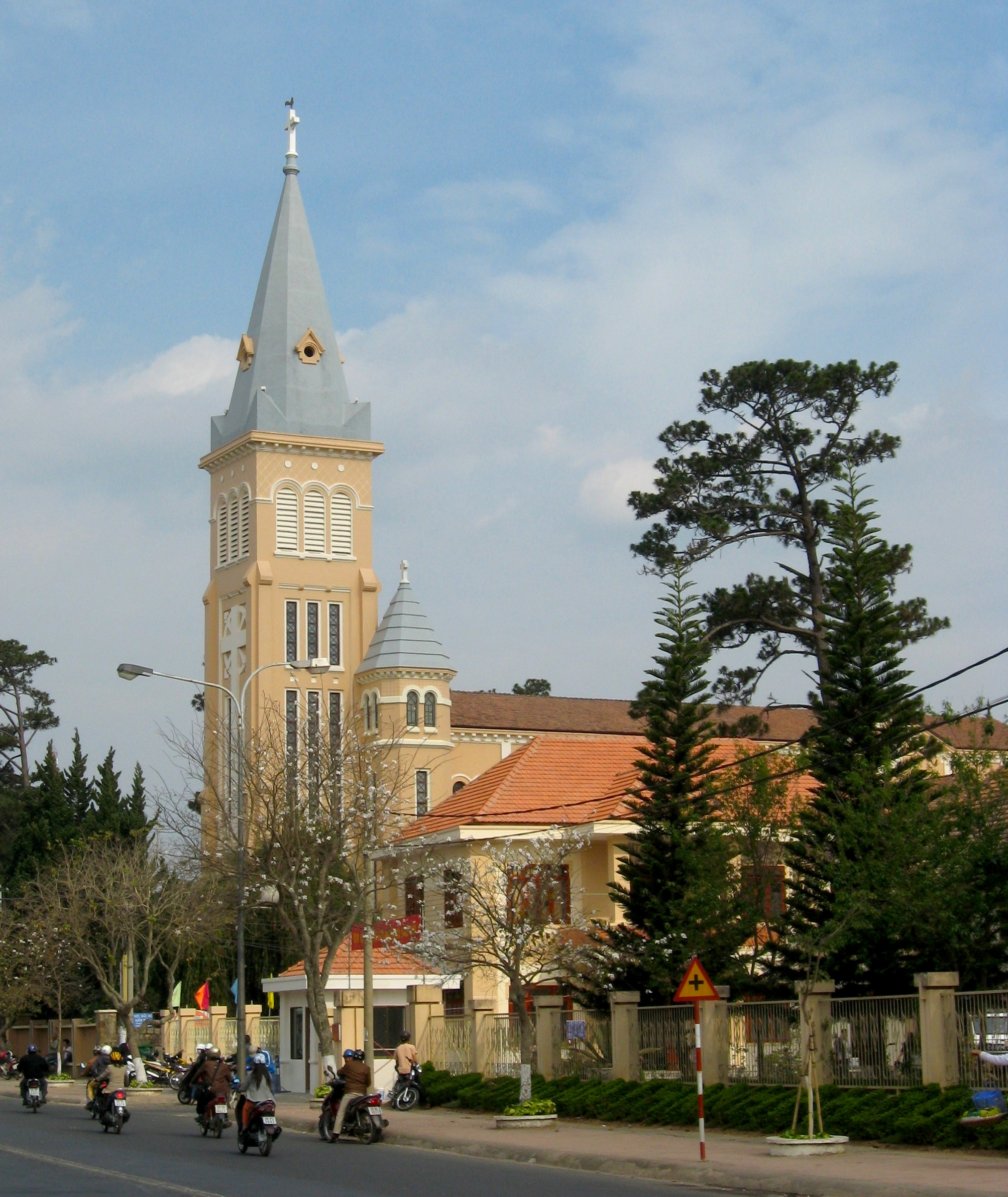
Đà Lạt

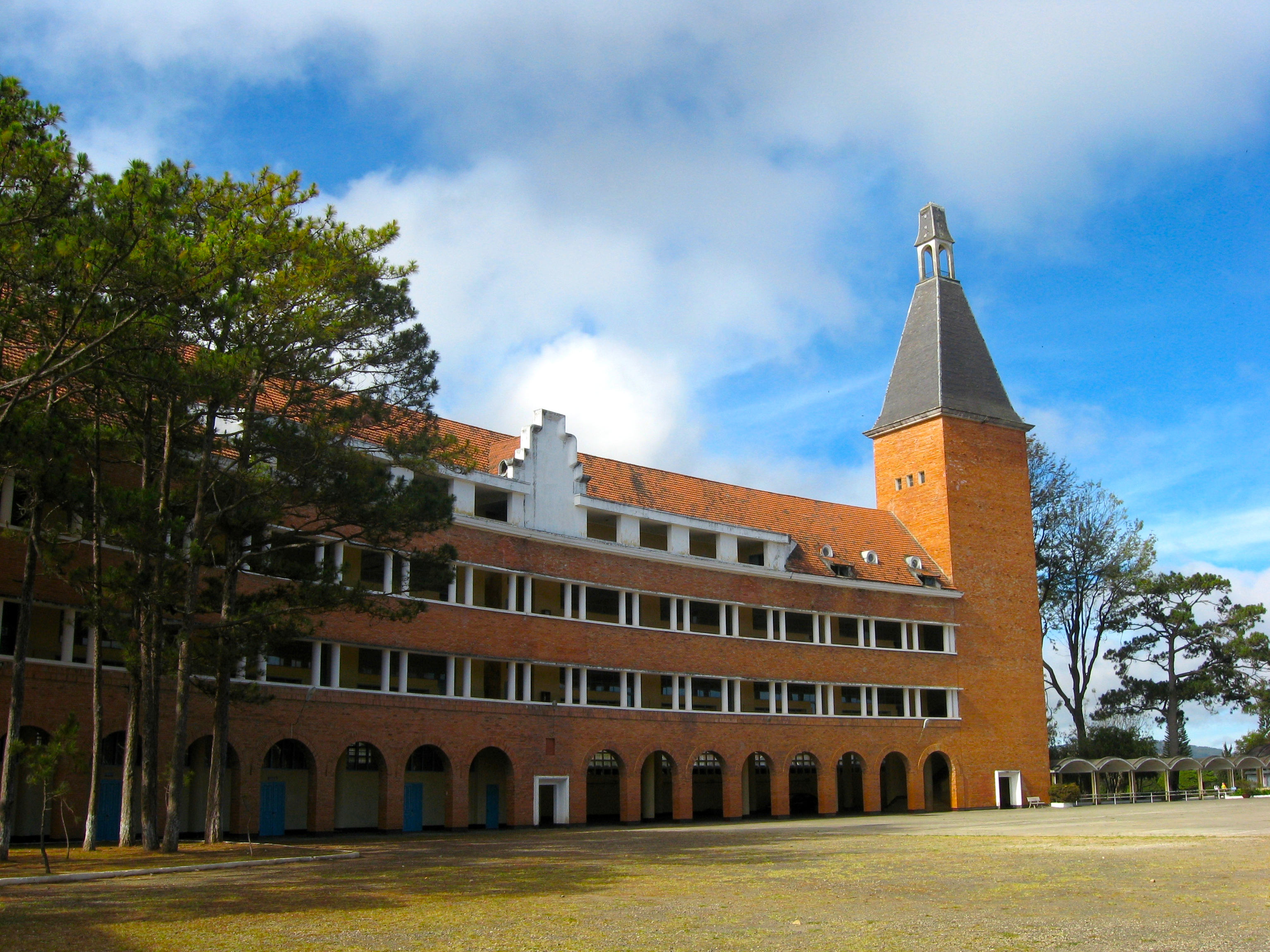
Đà Lạt

Da Lat es una ciudad de Vietnam, capital de la provincia de Lam Dong, la población era 211,696 habitantes en 2010. La ciudad fue fundada en 1912 por la ocupación francesa. Está situada en las tierras altas. El clima es fresco todo el año. Es uno de los destinos turísticos más importantes de Vietnam.
Debido a su clima fresco todo el año, Da Lat es productor y proveedor de productos agrícolas para todo Vietnam, por ejemplo: repollo y coliflor. Su industria de flores se destaca por la producción de hortensias (Vietnamí: cẩm tú cầu) y siemprevivas doradas (Vietnamí: hoa bất tử). La industria de envasados prepara una amplia variedad de mứt, un tipo de confitura de frutas enteras, preparada a base de frutilla, mulberry, batata, y rosa.

## Sitios de interés
- Monasterio Truc Lam
- Palacio del rey Bao Dai
- Lago Xuan Huong
- Colina del Sueño (Colina Mong Mo)
- Pico Langbiang
- Cascada Prenn
- Valle del amor
- Catedral de Dalat (también denominada "Iglesia de las gallinas")
- Domaine de Marie
- Lago del arroyo dorado (Suoi Vang)